# Ciro Ferrara (calciatore 7 agosto 1967)
Ciro Ferrara (Napoli, 7 agosto 1967) è un allenatore di calcio ed ex calciatore italiano, di ruolo difensore.
Con le sue 269 partite (223 in campionato, 6 in Coppa Italia e 40 nella Coppa Italia di Serie C) detiene il primato di presenze nei tornei ufficiali con la maglia della Salernitana. La sua carriera annovera anche la promozione in Serie B ottenuta con la stessa Salernitana nel campionato di Serie C1 (girone B) nella stagione 1989-1990 e quella in Serie A nella stagione Serie B 1997-1998.

## Biografia
È omonimo di Ciro Ferrara (ex difensore di Napoli e Juventus). Anche lui nato a Napoli nel 1967, ha fatto parte della rosa del Napoli nella stagione 1985-1986; essendo all'epoca entrambi nella stessa squadra, per differenziarli venivano chiamati attraverso dei soprannomi. I due comunque non sono parenti.

## Carriera

### Giocatore

Ferrara (a destra) alla Salernitana nel 1988-1989, assieme a Giuseppe Di Sarno e Marco Pecoraro Scanio.

Ad eccezione di due partite disputate in Serie A nella stagione 1998-1999 con la maglia della Salernitana prima di passare subito alla Lucchese, ha trascorso sostanzialmente la sua carriera nelle serie minori con Salernitana (1986-1993 e 1997-1998), in Serie B con il Palermo (1993-1997), Lucchese (1998-2000), Lodigiani (2000-2001), Palmese (2001-2003), Savoia (2003-2004) e Scafatese (2004-2005).
In carriera ha collezionato due presenze in Serie A, 199 in Serie B, 221 in Serie C1 e 49 in Serie C2: in totale 471 apparizioni tra i professionisti.

### Allenatore
Dopo aver allenato nella stagione 2006-2007 gli Allievi nazionali della Salernitana, nella stagione 2007-2008 è stato allenatore in seconda di Andrea Chiappini nella Paganese. Nel 2008/09 allenatore in seconda di Andrea Chiappini al Pescina (serie C2). Nell'annata 2009-2010 è stato allenatore in seconda di Mario Somma nella Triestina.
Nel campionato 2011-2012 è il vice di Roberto Breda alla Reggina. L'8 gennaio 2012 questi viene esonerato e con lui anche il suo staff. Dal 1º ottobre 2012 è il vice di Somma al Grosseto. Il 17 novembre 2012, dopo aver ottenuto sei punti in otto partite, l'intero staff tecnico viene esonerato. Il 18 luglio 2014 segue ancora Somma alla Salernitana, sua ex squadra. A seguito dell'esonero di Somma avvenuto il 18 agosto seguente, anche Ferrara dà l'addio al club granata.
Il 1º settembre 2016 segue Somma come vice nella sua nuova avventura al Catanzaro, poi, dalla stagione 2017-2018 alla stagione 2019-2020 è stato il vice di Fabio Caserta alla Juve Stabia.

## Palmarès

### Giocatore

#### Competizioni nazionali
- Campionato italiano di Serie B: 1

Salernitana: 1997-1998

### Vice allenatore

#### Competizioni nazionali
- Serie C: 1

Juve Stabia: 2018-2019 (girone C)